# Tổng hội Xây dựng Việt Nam
Tổng hội Xây dựng Việt Nam là tổ chức xã hội - nghề nghiệp của những người làm việc trong lĩnh vực xây dựng và vật liệu xây dựng tại Việt Nam. Tổng hội bao gồm các hiệp hội thành viên, các thành viên địa phương và các cơ sở liên quan khác .
Tổng hội có tên giao dịch tiếng Anh là Vietnam Federation of Civil Engineering Associations, viết tắt là VIFCEA .
Điều lệ Tổng Hội được phê duyệt trong Quyết định của Bộ Nội vụ số 02/2004/QĐ-BNV ngày 15 tháng 1 năm 2004 . 
Văn phòng Hội đặt tại số 625A đường La Thành, phường Thành Công, quận Ba Đình, thành phố Hà Nội.

## Lãnh đạo Hội
- Chủ tịch: Tiến sĩ Đặng Việt Dũng
- Đoàn Chủ tịch Hội Xây dựng Việt Nam Khóa IX (2022 - 2027)

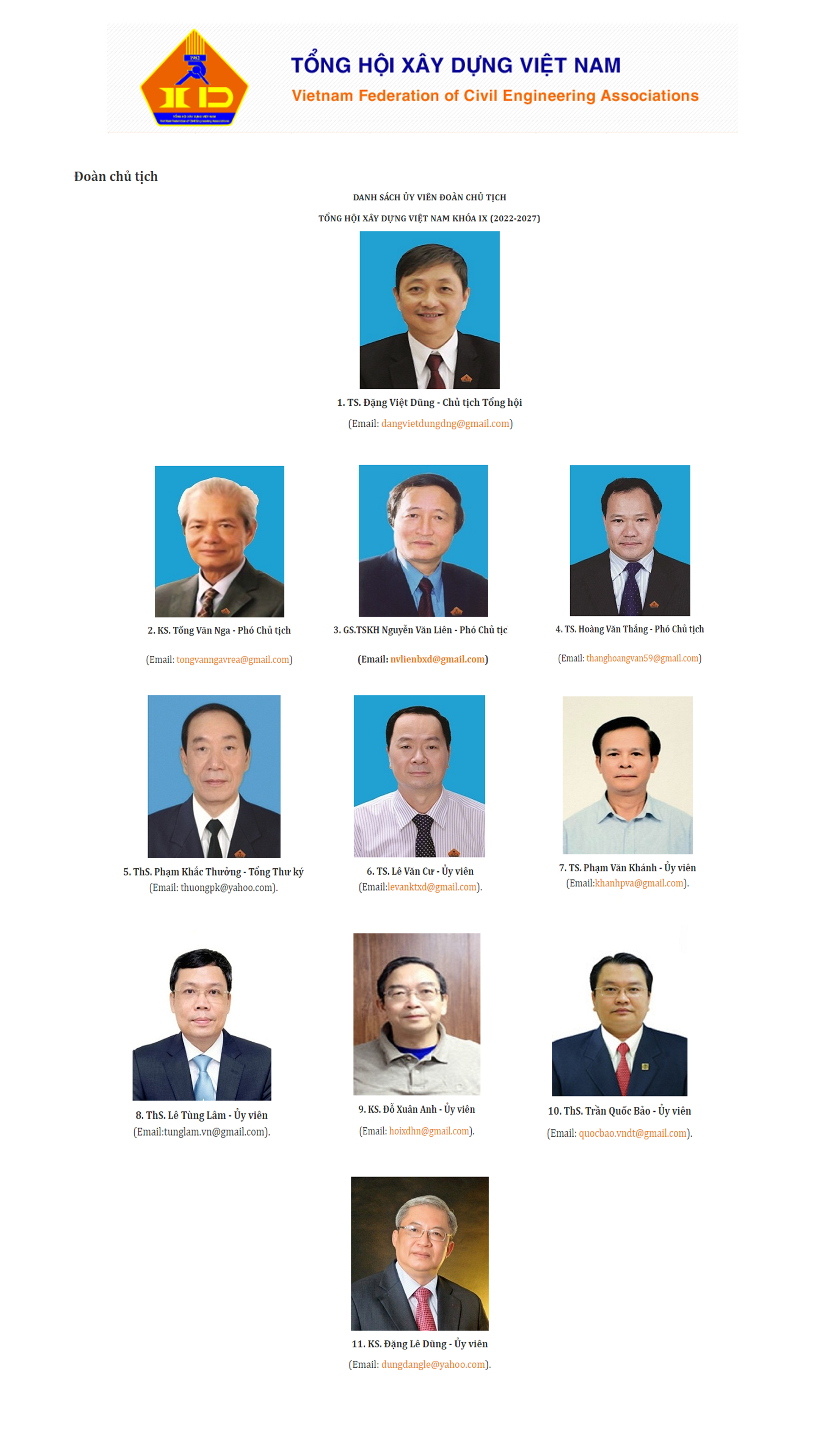

## Các tổ chức thành viên
| Hội                                                    | Địa chỉ                                                                            |
| ------------------------------------------------------ | ---------------------------------------------------------------------------------- |
| Hội Cảng Đường thủy Thềm lục địa Việt Nam              | Số C17/42 Nguyễn Thị Định, quận Thanh Xuân, Hà Nội                                 |
| Hội Chiếu sáng Việt Nam                                | Số 87-89 phố Hạ Đình, quận Thanh Xuân, Hà Nội                                      |
| Hội Cơ học đất và Địa kỹ thuật Công trình Việt Nam     | Tầng 3, Nhà CIC-CDC, 37 Lê Đại Hành, quận Hai Bà Trưng, Hà Nội                     |
| Hội Công nghiệp Bê tông Việt Nam                       | Số 95/10, phố Chùa Bộc, quận Đống Đa, Hà Nội                                       |
| Hội Đập lớn và Phát triển Nguồn nước Việt Nam          | Số 95/10, phố Chùa Bộc, quận Đống Đa, Hà Nội                                       |
| Hội Kết cấu và Công nghệ Xây dựng Việt Nam             | Phòng 507, số 4, Tôn Thất Tùng, quận Đống Đa, Hà Nội                               |
| Hội Khoa học và Công nghệ Hàng không Việt Nam          | Số 200/10/1 phố Nguyễn Sơn, p. Bồ Đề, quận Long Biên, Hà Nội                       |
| Hội Kinh tế Xây dựng Việt Nam                          | Số 20 đường Thể Giao, quận Hai Bà Trưng, Hà Nội                                    |
| Hội Môi trường Xây dựng Việt Nam                       | Số 55 đường Giải Phóng, trong trường Đại Học Xây dựng Hà Nội                       |
| Hội Tin học Xây dựng Việt Nam                          | Tầng 2, Tòa nhà Technosoft, đường Duy Tân, p. Dịch Vọng Hậu, quận Cầu Giấy, Hà Nội |
| Hội Vật liệu Xây dựng Việt Nam                         | Ngõ 235 đường Nguyễn Trãi, quận Thanh Xuân, Hà Nội                                 |
| Hiệp hội Môi trường Đô thị và Khu công nghiệp Việt Nam | Số 282 phố Kim Mã, quận Ba Đình, Hà Nội                                            |

## Chỉ dẫn
1. 1 2  Theo quy định ghi địa chỉ hiện nay về phần số nhà và tên đường thì địa chỉ "số 200/10/1" có nghĩa là "Ngõ 200, ngách 10, nhà số 1".